# Songs By Anita O’Day
Songs By Anita O’Day — студийный альбом американской певицы Аниты О’Дэй, выпущенный в виде десятидюймовой пластинки в 1955 году на лейбле Norgran Records. В том же году был переиздан с дополнительными треками под названием An Evening with Anita O’Day, а позже переиздан на Verve Records.

## Отзывы критиков
| Songs By Anita O’Day          | Songs By Anita O’Day |
| Оценки критиков               | Оценки критиков      |
| Источник                      | Оценка               |
| ----------------------------- | -------------------- |
| AllMusic                      | [ 4 ]                |
| Encyclopedia of Popular Music | [ 5 ]                |

| An Evening with Anita O’Day   | An Evening with Anita O’Day |
| Оценки критиков               | Оценки критиков             |
| Источник                      | Оценка                      |
| ----------------------------- | --------------------------- |
| AllMusic                      | [ 6 ]                       |
| Encyclopedia of Popular Music | [ 5 ]                       |

Рон Уинн из AllMusic отметил сильное исполнение О’Дэй. Ричард С. Джинелл в рецензии переиздания для AllMusic написал: «Это первый показательный пример роста Аниты О’Дэй как джазовой исполнительницы со времен её участия в биг-группе. Её виртуозность в быстром темпе поражает воображение, и она бесстрашно готова позволить себе широкие вольности с мелодиями. Мелодия „The Man I Love“, например, полностью разобрана и персонализирована; вы бы даже не узнали её, если бы не слова. О’Дэй также показывает нам свою уязвимую сторону в замечательном исполнении „You Don’t Know What Love Is“, и она даёт слушателям редкий вкус к написанию ею песен в „Anita’s Blues“. Сдержанная, скромно спродюсированная запись, которую лучше всего слушать по назначению — вечером». В рецензии Cash Box было написано: «Анита О’Дэй, одна из лучших певиц джаза, поражает своей проникновенной интерпретацией нескольких величайших стандартов».

## Список композиций

### Songs By Anita O’Day
Сторона A
1. «Gypsy in My Soul» (Фэнси Боланд, Мо Джаффе) — 2:31
2. «Just One of Those Things» (Коул Портер) — 2:38
3. «The Man I Love» (Джордж Гершвин, Айра Гершвин) — 4:10
4. «Frankie and Johnny» (Бойд Банч, Фрэнк Лейтон, Берт Лейтон) — 3:34

Сторона B
1. «Anita’s Blues» (Анита О’Дэй) — 3:24
2. «I Cover the Waterfront» (Эдвард Хейман, Джонни Грин) — 3:43
3. «I Didn’t Know What Time It Was» (Ричард Роджерс, Лоренц Харт) — 3:42
4. «Let’s Fall in Love» (Гарольд Арлен, Тед Келлер) — 2:25

### An Evening with Anita O’Day
Сторона A
1. «Just One of Those Things» (Коул Портер) — 2:38
2. «Gypsy in My Soul» (Фэнси Боланд, Мо Джаффе) — 2:31
3. «The Man I Love» (Джордж Гершвин, Айра Гершвин) — 4:10
4. «Frankie and Johnny» (Бойд Банч, Фрэнк Лейтон, Берт Лейтон) — 3:34
5. «Anita’s Blues» (Анита О’Дэй) — 3:24
6. «I Cover the Waterfront» (Эдвард Хейман, Джонни Грин) — 3:43

Сторона B
1. «You’re Getting to Be a Habit with Me» (Эл Дубин, Гарри Уоррен) — 2:43
2. «From This Moment On» (Коул Портер) — 3:11
3. «You Don’t Know What Love Is» (Дон Рэй, Джин Де Пол) — 2:55
4. «Medley: There’ll Never Be Another You / Just Friends» (Мак Гордон, Гарри Уоррен / Джон Кленнер, Сэм Льюис) — 3:14
5. «I Didn’t Know What Time It Was» (Ричард Роджерс, Лоренц Харт) — 3:42
6. «Let’s Fall in Love» (Гарольд Арлен, Тед Келлер) — 2:25

## Участники записи
- Бас-гитара — Монти Будвиг (треки A1—A6, B5, B6), Лерой Андерсон (B1—B4)
- Вокал — Анита О’Дэй
- Гитара — Барни Кессел (A1—A4), Тал Фарлоу (B1—B4)
- Ударные — Джеки Миллс (A1—A4), Джон Пул (A5, A6, B5, B6), Ларри Банкер (B1—B4)
- Фортепиано — Арнольд Росс (A1—A4), Бад Лавин (A5, A6, B5, B6), Джимми Роулз (B1—B4)

Данные указаны для переиздания.